# Буганов, Анатолий Алексеевич
Анатолий Алексеевич Буганов (21 августа 1936 года, Хабаровск, СССР — 6 января 2019 года, Москва, Россия) — советский и российский эколог, член-корреспондент РАМН (1999), член-корреспондент РАН (2014).

## Биография
Родился 21 августа 1936 года в Хабаровске в семье военнослужащего.
В 1966 году — окончил лечебный факультет Астраханского медицинского института.
В 1975 году — защитил кандидатскую диссертацию (научный руководитель — профессор И. Б. Лихциер) и работал в Тамбове главным экспертом по ВТЭ Тамбовской области.
В 1981 году — избран по конкурсу старшим научным сотрудником Томского филиала ВКНЦ АМН СССР, в 1983 году — направлен в Тюмень, где создает и возглавляет Отдел кардиологии с клиникой на 220 коек Тюменского филиала ВКНЦ АМН СССР.
В 1991 году — защитил докторскую диссертацию и основал Лабораторию экологической и профилактической медицины Государственного комитета по науке и высшей школе РСФСР в г. Надыме Ямало-Ненецкого автономного округа, в 1993 году лаборатория была передана в состав РАМН, в 1994 году реорганизована в НИИ медицинских проблем Крайнего Севера, который возглавлял до конца жизни.
В 1998 году — присвоено учёное звание профессора.
В 1999 году — избран членом-корреспондентом РАМН.
В 2002 году — избран академиком Российской Академии Естествознания.
В 2014 году — стал членом-корреспондентом РАН (в рамках присоединения РАМН и РАСХН к РАН).
Умер 6 января 2019 года в Москве.

## Научная деятельность
Специалист в области экологии Крайнего Севера.
Создатель научной школы полярной медицины.
Под его руководством проводились исследования по проблемам экологии, кардиологии, эпидемиологии, физиологии и гигиены.
Вел исследования по разработке и внедрению широкомасштабных научных программ по медико-экологическому прогнозированию здоровья населения Крайнего Севера в условиях интенсивного экономического развития северных регионов, инициировал исследования по изучению механизмов и закономерностей влияния факторов окружающей среды Крайнего Севера на организм с отработкой средств и методов прогноза, диагностики и коррекции экологически обусловленных заболеваний.
Автор более 500 публикаций, среди них более 10 монографий.
Под его руководством защищено более 20 кандидатских диссертаций.

## Награды
- Заслуженный деятель науки Российской Федерации (2007)[3]
- Заслуженный врач Российской Федерации (2000)[4]